# Scars Remain
Scars Remain – siódmy album amerykańskiego zespołu Disciple grającej chrześcijański hard rock. Wydany został 7 listopada 2006 roku. Producentem płyty jest Travis Wyrick.
W kwietniu 2008 płyta mianowana najlepszym rockowym albumem roku 2007 ("Rock album of the Year").
w ramach Dove Awards.

## Lista utworów
Opracowano na podstawie materiału źródłowego
1. "Regime Change" – 3:54
2. "Love Hate (On and On)" – 3:33
3. "My Hell" – 3:35
4. "Scars Remain" – 4:31
5. "Game On" – 3:26
6. "Someone" – 3:20
7. "After the World" – 3:36
8. "Dive" – 3:13
9. "Fight for Love" – 2:40
10. "Purpose to Melody" – 3:38
11. "No End at All" – 3:28
12. "Things Left Unsaid" - 3:52 *
13. "Love Hate (On and On) (Acoustic)" - 4:04 *
14. "After the World (Acoustic)" - 3:58 *
15. "My Hell (Acoustic)" - 4:13 *
16. "Things Left Unsaid (Acoustic)" - 4:11 *

Przypis: *- utwór dostępny tylko na specjalnej edycji albumu Scars Remain

## Twórcy
- Kevin Young - śpiew, teksty
- Brad Noah - gitara, teksty
- Joey Fife - gitara basowa, teksty
- Tim Barrett - perkusja, teksty